# Amt Isenhagen
Das Amt Isenhagen war ein historisches Verwaltungsgebiet des Fürstentums Lüneburg, später des Königreichs Hannover bzw. der preußischen Provinz Hannover.

## Geschichte
Der Amtsbezirk ging aus dem Besitz des 1528 der Reformation zugeführten und später in ein adeliges Damenstift umgewandelten Zisterzienserinnenklosters Isenhagen hervor, dessen Klostergut in Staatsbesitz überführt wurde. Die ehemalige Propstei wurde seit 1529 als Klosteramt durch einen herzoglichen Beamten verwaltet. Ihm unterstanden zunächst nur das Kloster und das Kirchspiel Isenhagen. Der übrige Grundbesitz des Klosters verteilte sich über sechs Ämter. 1799 wurden die bisher zum Amt Gifhorn gehörige Gografschaft Hankensbüttel und die Vogtei Steinhorst in das Amt Isenhagen eingegliedert. 1852 wurde es um die Vogtei Wahrenholz (bisher zum Amt Knesebeck) erweitert. Bei der Verwaltungsreform von 1859 wurde das gesamte Amt Knesebeck einschließlich der früheren Gerichte Brome und Fahrenhorst dem Amt Isenhagen angeschlossen. Seit 1867 bildeten die Ämter Isenhagen, Fallersleben, Gifhorn und Meinersen sowie die amtsfreie Stadt Gifhorn den (Steuer-)Kreis Gifhorn. 1885 wurde das Amt in die Kreisverfassung eingeführt.

## Umfang
Das Amt Isenhagen umfasste bei seiner Aufhebung (1885) folgende Gemeinden:
| - Allersehl - Altendorf (*) - Alt Isenhagen - Behren - Benitz (*) - Betzhorn (**) - Blickwedel - Boitzenhagen (*) - Bokel - Bottendorf - Brome (*) - Croya (*) - Darrigsdorf (*) - Dedelstorf - Ehra (*) | - Emmen - Erpensen (*) - Eutzen (*) - Fünfmühlen (*) - Gannerwinkel (*) - Glüsingen (*) - Grebshorn (***) - Groß Oesingen (***) - Hagen (bei Knesebeck) (*) - Hagen (bei Sprakensehl) - Hankensbüttel - Isenhagen - Kakerbeck (*) - Klein Oesingen (***) - Knesebeck (*) | - Küstorf (*) - Langwedel - Lessien (*) - Lingwedel - Lüben (*) - Lüsche (***) - Mahnburg (*) - Mahrenholz (***) - Masel - Oerrel - Ohrdorf (*) - Plastau (*) - Rade (*) - Radenbeck (*) - Räderloh (***) | - Repke - Rumstorf (*) - Schneflingen (*) - Schönewörde (*) - Schweimke - Sprakensehl - Steimke - Steinhorst (***) - Stöcken (*) - Suderwittingen (*) - Teschendorf (*) - Tülau-Fahrenhorst (*) - Voitze (*) - Vorhop (*) | - Wahrenholz (**) - Weddersehl - Wentorf - Wesendorf (**) - Westerholz (**) - Wettendorf - Wierstorf - Wiswedel (*) - Wittingen (*) - Wollerstorf (*) - Wunderbüttel (*) - Zahrenholz (***) - Zasenbeck (*) - Zicherie (*) |

(*) Aus dem ehemaligen Amt Knesebeck; 
(**) ehemalige Vogtei Wahrenholz; 
(***) ehemalige Vogtei Steinhorst

## Amtmänner
- 17. Jh.: Heinrich Meyer (1613–1676), Amtmann
- 1818–1839: Carl Christian Ulrich Schwarz, Amtmann, Oberamtmann
- (1840) 1841–1842: Georg Alfred Heyne, Amtmann
- 1842–1859: Ernst August Schulze, Amtmann, ab 1853 Oberamtmann
- 1860: Rudolph Schepler, Amtmann
- (1863) 1865–1868: Ernst Georg Heinrich Otto Albert, Amtmann
- 1868–1870: Wilhelm Hammer, Amtmann
- 1871–1884: Ernst Heinrich Friedrich Hermann Sudendorf, Amtmann